# 아라우시오 전투
아라우시오 전투는 기원전 105년 10월 6일, 아라우시오 마을과 론강의 사이에서 벌어졌던 고대 로마의 군대와 게르만의 부족들인 킴브리족과 튜턴족의 연합군 간의 전투이다. 이주해 내려오는 보이오릭스와 토이토보드의 부족에 맞서 당시 로마의 집정관 그나이우스 말리우스 막시무스와 전직 집정관이었던 퀸투스 세르빌리우스 카이피오가 이끄는 로마의 두 군대가 전투를 벌였다. 그러나 로마 군대는 두 사령관의 의견 대립으로 인해 서로 협력하지 못하였고, 이로 인해 8만 명의 대규모 군대가 전멸하는 참패를 맛보게 되었으며, 해당 전투의 결과로 인해 이후 가이우스 마리우스는 로마 군대의 문제점으로 인한 조직과 모집 방식에 개혁을 시도할 명분을 얻을 수 있었다. 아라우시오 전투에서의 참패로 인해 로마는 약 8만 명의 정규군과 함께 4만 명의 보조군 및 노예, 보급 인원을 잃은 것으로 추측되기에, 아라우시오 전투는 고대 로마가 겪었던 역대 패전 중 가장 심각한 인원 손실을 안겨주었던 패배인 것으로 간주된다.

## 배경
당시 킴브리족은 갈리아 및 인접한 영토를 통해 이주를 시도하고 있었는데, 이는 헬베티족과 같은 인근의 부족들을 자극하였으며, 로마와의 분쟁으로 이어지게 되었다. 로마 측은 이에 대응하여 매복 작전을 시도하고 있었던 데다, 마침 톨로사라는 마을에서 발생한 소규모 반란으로 인해 세 개의 막강한 군세를 편성하여 해당 지역으로 이동시켰다.
톨로사를 탈환한 이후, 전직 집정관인 카이피오는 킴브리족에 맞서 방어적인 전략을 계획하였는데, 이는 킴브리족이 로마 측의 영토 내로 재진입할 경우를 대비하기 위한 것이었다. 그리고 기원전 105년 10월, 킴브리족은 이러한 예상대로 로마 측의 영토로 진군하여 로마군과의 충돌을 앞두게 되었다.

## 전투와 패전
전투를 앞두고 있던 로마군이었지만, 전투를 시작하기도 전에 이들은 내부적인 문제를 겪고 있었다. 전직 집정관이자 해당 전투의 두 사령관이었던 푸블리우스 루틸리우스 루푸스는 최근 발생하였던 누미디아에서의 전쟁에서 활약한, 경험 많고 유능한 장군이었으나, 그가 개인적인 사정으로 인해 대신 참전시킨 동료 그나이우스 말리우스 막시무스는 군사적인 경험이 부족한 사람이었다. 루틸리우스가 참전하지 못한 이유는 확실치 않으나, 아마도 그가 가이우스 마리우스와 친분이 있었기에 정치적인 반발에 부딪혔을 가능성과 막시무스가 전공을 추구하여 대신 참전할 것을 간청했을 가능성, 혹은 단순히 질병 등의 개인적인 사정이 있었을 가능성 등이 언급되고 있다. 어쨌든, 막시무스와 카이피오가 이끄는 두 로마 군세는 아라우시오 근처의 론 강에 주둔하였는데, 현직 집정관의 자리에 있는 막시무스가 카이피오보다는 계급상 우위에 있었기에 그에게 군대의 통솔권이 주어져 있어야 했다. 그러나, 막시무스는 당시 로마 원로원에서 신참(novus homo)에 해당하는 경력을 가지고 있던 사람인데다, 군사적인 경험도 부족해 충분한 권위를 가지고 있지 못하였기에, 카이피오는 이러한 그의 명령을 받들기를 거부하였고 그의 군세와 결별, 자신의 군세를 강의 반대편에 위치시켜 진영을 건설하게 되었다.
해당 전투가 벌어지기 이전, 마르쿠스 아우렐리우스 스카우루스가 이끄는 로마 군대가 킴브리족의 선봉 부대와 충돌한 일이 있었는데, 이 전투에서 로마군은 완전히 압도당했으며 스카우루스는 포로가 되어 보이오릭스의 앞으로 끌려갔다. 스카우루스는 포로가 되었음에도 아랑곳하지 않고 킴브리측에 군을 되돌릴 것을 요구하였으며, 그렇지 않으면 로마군에게 살육당할 것이라고 경고하였는데, 이와 같은 뻔뻔한 요구에 분개한 보이오릭스는 즉각 스카우루스를 처형하였다.
같은 시기, 막시무스는 카이피오에게 자신과 같은 위치로 군세를 이동시킬 것을 요구하였으나, 카이피오는 여전히 자신의 주장을 고집하고 있었으며, 이에 따라 그의 군세는 킴브리족의 군대와 보다 가까이 위치하게 되었다. 로마 측의 두 군세를 확인한 보이오릭스는 공격을 주저하였으며, 막시무스와의 협상을 시도하려고 하였다.
독일의 역사학자 몸젠에 따르면, 카이피오는 막시무스가 협상에 응하여 이를 타결시킬 경우 모든 전공이 그에게 돌아갈 것을 우려했던 것으로 보인다. 때문에 10월 6일, 그는 멋대로 킴브리족의 진영에 기습 공격을 가하였다. 그러나 카이피오의 군세는 킴브리족의 철저한 방어와 성급한 기습으로 인한 빈틈 때문에 철저히 패배하여 전멸하였고, 킴브리족은 비어있는 카이피오의 진영을 약탈하기까지 했다. 카이피오는 이 전투에서 살아남아 도주할 수 있었다.
손쉬운 승리에 고무된 킴브리족은 막시무스의 군대를 격파하기 위해 진격하였다. 사령관들의 내부 분열로 인한 군기 해이와 더불어 아군의 다른 군세가 패배하는 것을 본 로마 군대는 심하게 동요하였다. 때문에 이들은 도주를 시도하였지만, 그들의 진영은 강을 등지고 있어 진군해오는 적으로부터 도망치기도 힘들었다. 로마군은 강을 건너 도주하고자 하였으나, 대부분은 수영에 능숙하지 못한데다 두터운 갑옷 때문에 도주가 거의 불가능하였다. 결국 도망치는데 성공한 인원은 극소수에 불과하였으며, 대부분은 살육되거나 포로로 잡히게 되었다. 여기에는 그들의 노예와 보급인원까지 포함되어 있었는데, 최소한 정규군의 절반은 되는 숫자였던 것으로 보인다. 전투에서 희생된 인원의 수에 대해서는 지속적으로 반론이 제기되고 있으나, 대략 8만 명 가량으로 추산되고 있으며, 몸젠은 8만 명의 병사와 더불어 절반 가량의 보조 인원들이 사망했을 것으로 추측하고 있다.
확실히 가정할 수 있는 것은, 막시무스 대신 루틸리우스가 출전하였다면, 전투에서 승리하였거나 최소한 전멸하는 패배를 겪지는 않았을 것이라는 점이다. 이 경우 카이피오가 그의 명령에 복종했을지의 여부는 미지수이겠지만, 최소한 막시무스가 행했던 전략적 오류를 범하지는 않았을 것이기 때문이다. 이러한 사실들은 로마의 원로원과 시민들을 공황상태에 몰아넣었으며, 평화로웠던 시기에 유지되었던 동일 집정관에 대한 10년 간의 재선출 제한 기간을 무시하고 3년 전 집정관에 선출된 바 있던 가이우스 마리우스를 집정관으로 재선출하게 되었으며, 마리우스의 집정관 재임 기간은 이후 4년 간 지속되었다.

## 전투 이후의 경과
로마는 전쟁을 자주 치르는 국가였으며 때문에 그 군대는 패배나 문제점에 익숙한 집단이었다. 그러나 아라우시오에서의 재앙과도 같은 패배는 로마인들에게 경각심을 불러일으키기에 충분했다. 이번 패배는 노동력의 심각한 부족을 초래하였으며 로마인들은 공백 상태인 알프스 산맥 너머에 있는 적에 대한 공포에 사로잡혔다. 로마 측에서는 이번 패배의 원인을 로마 군대의 고질적인 문제점에서 찾기보다는 카이피오의 오만과 독단에서 비롯되었다고 생각하였으며, 지배 계급에 대한 실망과 분노가 자라나기 시작하였다.
이 전투 이후, 킴브리족은 아르베르니족과 충돌하였고, 이후에는 이탈리아로 즉각 진군하는 대신 피레네산맥을 넘느라 시간을 보내게 되었다. 이러한 상황으로 인해, 로마인들은 군세를 재정비하고 가이우스 마리우스를 집정관으로 선출하는 등의 시간을 벌 수 있었다.
한편, 플루타르코스는 그의 저서인 '마리우스의 일생'에서 게르만족과 벌인 전투들로 인해 생겨난 시체들 덕분에 전투가 벌어진 지역의 토지가 매우 비옥해져서, 해당 지역들에서는 오랜 기간 풍족한 수확을 거둘 수 있었다고 언급하였다.